# Esdras Alfred de Saint-Georges
Pour l’article homonyme, voir Saint-Georges.
Joseph Esdras Alfred de St-Georges (4 août 1849-19 juin 1890) est un avocat, médecin et homme politique fédéral du Québec.

## Biographie
Né à Cap-Santé dans le Canada-Est, M. de St-Georges étudia au Collège Victoria de Cobourg où il reçut un doctorat en médecine et à l'Université Laval où il obtient un diplôme en droit. Il sert également comme gouverneur du Collège des médecins et des chirurgiens du Bas-Canada.
Élu député du Parti libéral du Canada dans la circonscription fédérale de Portneuf en 1872, il est réélu en 1874. Défait en 1878 par le conservateur Roch-Pamphile Vallée, il est également défait par Pierre-Vincent Valin lors de l'élection partielle de 1880 dans Montmorency. Réélu dans Portneuf en 1882 et en 1887, il ne se représenate pas en 1891.